# Чжуцюэ-2

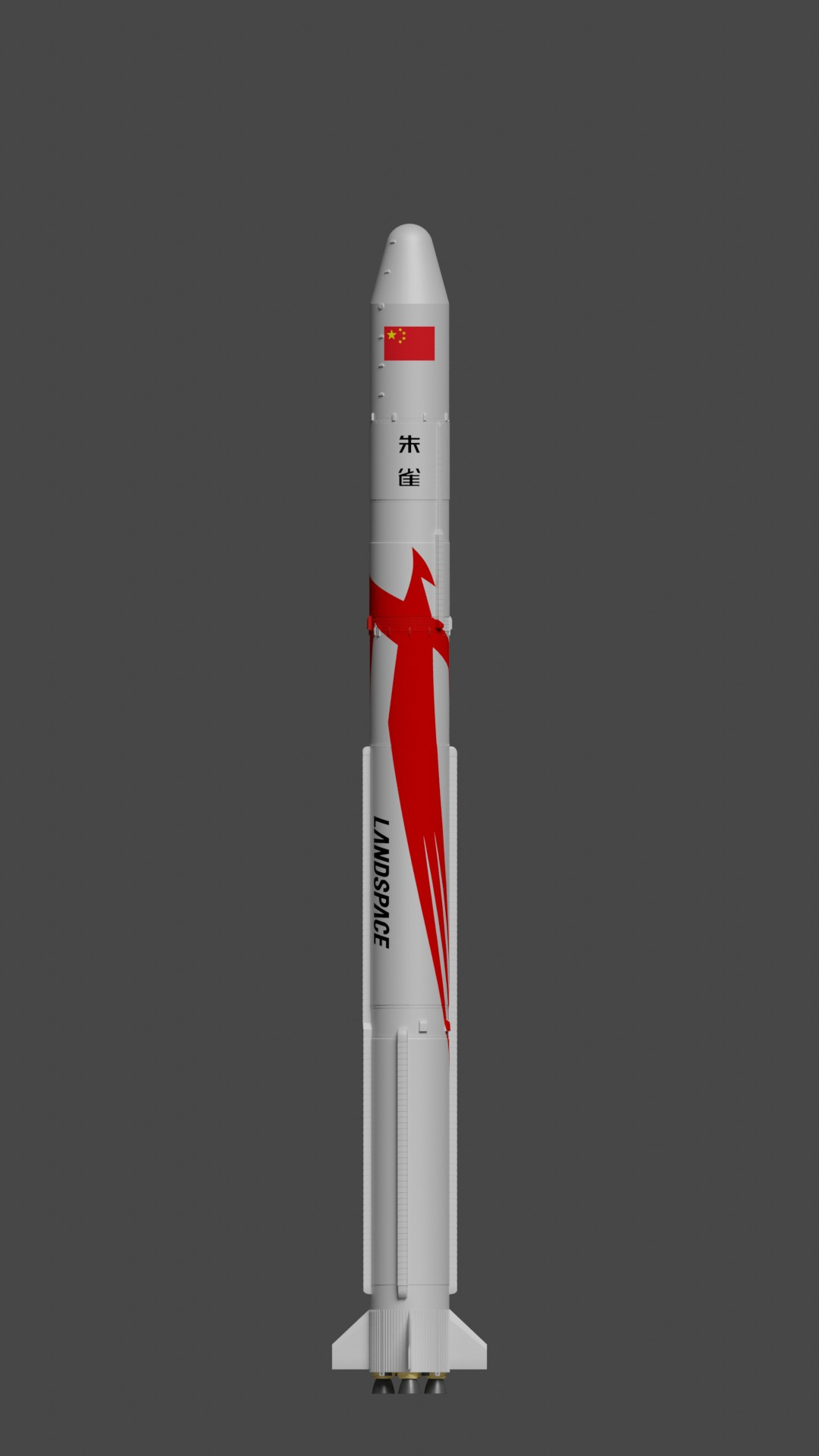
Изображение ракеты-носителя Чжуцюэ-2

Чжуцюэ-2 (кит. упр. 朱雀二号, пиньинь Zhūquè èr hào, буквально: «Красная птица-2», также англ. ZQ-2) — ракета-носитель среднего класса, разработанная китайской научно-технической компанией «Ланьцзянь» (торговая марка Landspace). Чжуцюэ-2 имеет две ступени, оснащенные жидкостными ракетными двигателями на криогенной топливной паре метан-жидкий кислород и является первым достигшим орбиты носителем, использующим в качестве горючего сжиженный метан. Носитель предназначен для вывода полезной нагрузки массой до 6 тонн на низкую околоземную орбиту или до 4 тонн на солнечно-синхронную орбиту.

## История
В апреле 2018 года китайская научно-техническая компания «Ланьцзянь» (дословно — «Синяя молния», кит. трад. 北京蓝箭空间科技有限公司, англ.  Beijing Blue Arrow Space Technology Co. Ltd., торговая марка Landspace) объявила о начале разработки ракеты-носителя «Чжуцюэ-2», использующего топливную пару метан-жидкий кислород. До этого компанией был создан твёрдотопливный носитель «Чжуцюэ-1», названный в честь Красной птицы - мифологического покровителя юга. 27 октября 2018 года с космодрома Цзюцюань состоялся запуск этого носителя, закончившийся неудачей. Компания «Ланьцзянь» отказалсь от конкуренции с другими китайскими компаниями, создающими твёрдотопливные носители и от дальнейшего совершенствования «Чжуцюэ-1» и сосредоточилась на разработки жидкостной «Чжуцюэ-2».
Первый запуск носителя «Чжуцюэ-2» состоялся со специально построенной стартовой площадки космодрома Цзюцюань 14 декабря 2022 года. Маршевые двигатели первой и второй ступеней отработали штатно, но рулевой двигатель второй ступени, который должен был завершить процесс разгона до орбитальной скорости, отключился преждевременно. В результате вторая ступень вместе с полезной нагрузкой не смогла выйти на орбиту, вернулась в атмосферу Земли и там сгорела. 
Второй запуск «Чжуцюэ-2», осуществленный 12 июля 2023 года, завершился выведением на орбиту имитатора полезной нагрузки и стал первым в истории успешным запуском ракеты-носителя, использующего в качестве горючего метан. Первый вывод реальной полезной нагрузки носителем «Чжуцюэ-2» состоялся в его третьем пуске в декабре 2023 года, когда было запущено три космических аппарата, предназначенных для дистанционного зондирования Земли и испытаний ионных двигателей.
27 ноября 2024 года впервые запущена усовершенствованная версия носителя «Чжуцюэ-2», способная выводить на орбиту бо́льшую полезную нагрузку и обозначаемая как Чжуцюэ-2E или ZQ-2E. На орбиту были успешно выведены два экспериментальных спутника.

## Конструкция
Конструкция «Чжуцюэ-2» в целом аналогична носителям Чанчжэн-2 модификаций C и D. Общая длина носителя составляет 49.5 метра у базовой модели (в усовершенствованном варианте предполагается её увеличение до 55 метров), обе ступени имеют диаметр 3,35 метра. Стартовая масса носителя 220 тонн без учёта полезной нагрузки (в усовершенствованном варианте её предполагается довести до 264 тонн). Основным отличием «Чжуцюэ-2» от «Чанчжэн-2», двигатели которых работают на высококипящем топливе НДМГ+АТ, является использование топливной пары «сжиженный метан+жидкий кислород», под которую компанией «Ланьцзянь» были разработаны собственные двигатели. В первоначальном варианте возможности по выведению полезной нагрузки также были аналогичны семейству Чанчжэн-2 — до 4000 кг на НОО и до 1800 кг на ССО. В усовершенствованой версии (ZQ-2E, Чжуцюэ-2E), отличающейся изменённой конструкцией и двигателями первой и второй ступени, заявлено увеличение выводимой полезной нагрузки до 6000 кг на НОО и 4000 кг на ССО. В первом запуске усовершенствованного варианта, состоявшемся 27 ноября 2024 года, модификация была проведена не полностью (конструкция второй ступени была изменена, но первая ступень осталась той же, что и в базовом варианте, хотя и с несколько форсированными двигателями), в итоге заявленная масса на ССО составила 3500 кг. Первый запуск полностью модифицированной версии был осуществлён в мае 2025 года.

### Первая ступень
Первая ступень «Чжуцюэ-2» оснащена четырьмя двигателями TQ-12 (кит. трад. 天鹊-12, пиньинь Tiānquè-12, буквально: «Небесная сорока-12») открытого цикла, имеющими тягу 67 тонн и удельный импульс 284.5 секунд на уровне моря. Четыре двигателя первой ступени, объединённые в двигательную установку, называемую TQ-13, установлены на качающихся подвесах, позволяющих им отклоняться на ±8° в двух плоскостях и управлять таким образом полётом ракеты на этапе работы первой ступени. На усовершенствованном варианте носителя устанавливаются двигатели TQ-12A с увеличенной на 9 % тягой, а сама ступень удлинена и имеет увеличенную ёмкость топливных баков. В первом полёте усовершенствованного носителя эти доработки произведены не были, было осуществлено только форсирование двигателей первой ступени на 5 %. Первый запуск с использованием полноценного усовершенствованного варианта первой ступени, увеличенной длины, с бо́льшим временем работы и с двигателями тягой 73.4 тонны, состоялся в мае 2025 года.

### Вторая ступень
В базовом варианте второй ступени «Чжуцюэ-2» на ней был установлен один двигатель TQ-12, аналогичный используемым на первой ступени, но в варианте для работы в вакууме, с тягой 80 тонн и удельным импульсом 337 секунд, а также дополнительный рулевой двигатель TQ-11 с четырьмя соплами, имеющий тягу 8.2 тонны и удельный импульс 333 сек. Окончательное выведение полезной нагрузки на орбиту осуществляется только рулевым двигателем, после окончания работы основного двигателя второй ступени. На усовершенствованном варианте конструкция второй ступени была изменена — применены топливные баки горючего и окислителя с совмещенным днищем, что уменьшило её длину и массу, а вместо сложной двигательной установки из раздельного маршевого и рулевого двигателей применён единый двигатель TQ-15, допускающий трёхкратное включение, что позволяет реализовывать различные схемы выведения на околоземные орбиты. Тяга TQ-15 — 85.2 тонны с возможностью её регулирования в пределах 55-110 %, удельный импульс увеличен на 13 секунд по сравнению с TQ-12. Для управления полётом второй ступени по тангажу и рысканию используется качание двигателя по двум осям в пределах ±4°, а для управления по крену и точного задания оконечной скорости — дополнительная двигательная установка YQ-10 на гидразине.

### Головной обтекатель
В базовом варианте головной обтекатель ракеты «Чжуцюэ-2» имел тот же диаметр, что и её ступени - 3,35 метра. Такой же обтекатель использовался и в первом запуске усовершествованного варианта "Чжуцюэ-2E" в ноябре 2024 года. Во втором запуске варианта "Чжуцюэ-2E", в котором были реализованы все, планируемые по сравнению с начальной версией,  доработки, был использован надкалиберный головной обтекатель диаметром 4,2 метра, позволяющий разместить под ним бо́льший объём полезной нагрузки.